# Dick Davies
Richard Allan “Dick” Davies (Harrisburg, 21 januari 1936 – Loudon, 25 februari 2012) was een Amerikaans basketballer. Hij won met het Amerikaans basketbalteam de gouden medaille op de Olympische Zomerspelen 1964.
Davies speelde voor het team van de Gettysburg College en de Louisiana State University. Hij werd in 1960 geselecteerd door de NBA, maar hij koos om te gaan spelen voor het amateurteam Akron Goodyear Wingfoots.
Tijdens de Olympische Spelen speelde hij 9 wedstrijden, inclusief de finale tegen de Sovjet-Unie. Gedurende deze wedstrijden scoorde hij 31 punten.
Hij is de jongste broer van Basketball Hall of Famer Bob Davies. Tijdens en na zijn carrière als speler was hij werkzaam bij The Goodyear Tire & Rubber Company, de sponsor van zijn team.

4 Jim Barnes · 
5 Bill Bradley · 
6 Larry Brown · 
7 Joe Caldwell · 
8 Mel Counts · 
9 Richard Davies · 
10 Walt Hazzard · 
11 Lucious Jackson · 
12 Pete McCaffrey · 
13 Jeff Mullins · 
14 Jerry Shipp · 
15 George Wilson · 
Coach Henry Iba